# Jaroslav Kohout (filozof)
Jaroslav Kohout (5. února 1924 Orava, Slovensko – 20. června 2013 Klučov u Českého Brodu) byl filozof, sociálnědemokratický politik, politický vězeň, překladatel, vědecký pracovník a vysokoškolský učitel.

## Život
Jaroslav Kohout se narodil 5. února 1924 na slovenské Oravě. Jeho otec Josef Kohout byl legionářem v Rusku, stoupencem T. G. Masaryka a příslušníkem Finanční stráže. Byl také funkcionářem tehdejší Československé sociálně demokratické strany dělnické a Čs. obce legionářské. Po celý život byl aktivním účastníkem veřejného a kulturního života. Matka Alžběta, rozená Knoppová, byla v domácnosti. Jaroslav Kohout žil se svojí manželkou Jasněnou v Praze, na sklonku života pak v Klučově u Českého Brodu, kde zemřel 20. června 2013.
Navštěvoval nižší reálné gymnázium v Bratislavě a po přeložení otce do Prahy dokončil v roce 1943 středoškolské vzdělání na pražském Reálném gymnáziu. Pak byl totálně nasazen jako pomocný dělník v zemědělství a později v uhelných dolech. V květnu 1945 se účastnil Pražského povstání. Od roku 1945 studoval filozofii a ruštinu na Filozofické fakultě Univerzity Karlovy. Začal se angažovat ve studentském hnutí a stal se předsedou Fakultní sekce vysokoškoláků FF UK. Od října 1947 do února 1948 byl předsedou Ústřední sekce vysokoškoláků v Ústřední komisi mládeže ČSSD. Po únorovém převratu v roce 1948 byl této funkce zbaven. Ve stejném roce dokončil studium na FF UK a stal se profesorem na Reálném gymnáziu v Praze v Ječné ulici. V září 1948 se oženil s Jasněnou Rónovou. V roce 1949 mu bylo zakázáno vyučovat na státních školách až do pádu komunistického režimu v Československu v roce 1989.
Na jaře 1950 byl zatčen a v srpnu 1951 odsouzen Státním soudem na Pankráci pro velezradu k 12 letům vězení. Ve věznicích a pracovních táborech strávil deset let. Během této doby se setkal s mnoha význačnými osobnostmi politického a kulturního života, které byly persekvovány komunistickým režimem. V květnu 1960 byl amnestován.
Od roku 1960 pracoval jako pomocný dělník a po tuberkulózním nálezu byl pracovně zneschopněn. Od ledna 1962 pracoval ve Filosofickém ústavu ČSAV na částečný úvazek pod vedením profesora Jana Patočky. V roce 1966 mu byl původní rozsudek zrušen a ve spojeném Filosofickém a Sociologickém ústavu ČSAV působil jako knihovník a později jako odborný pracovník oddělení dějin filozofie do srpna 1970.
V roce 1966 dosáhl zrušení původního rozsudku, teprve poté mohli manželé Kohoutovi adoptovat dceru Zdenu. V roce 1968 byl rehabilitován. V období pražského jara byl jedním ze zakladatelů Klubu politických vězňů K-231 a byl nejdéle žijícím členem tehdejšího desetičlenného Ústředního přípravného výboru ČSSD. Po srpnové okupaci byla činnost klubu i přípravná činnost obnovy strany zrušeny. Jaroslav Kohout vycestoval na badatelskou stáž do Rakouska a Velké Británie, kde v Lancasteru strávil rok na tamější univerzitě. Rozhodl se neemigrovat a vrátil se zpátky do Československa. Poté pracoval jako lektor cizích jazyků a od léta 1972 jako redaktor Státního nakladatelství technické literatury. Po celou dobu udržoval ilegální styky s exilovou ČSSD a s osobnostmi československého disentu. Přátelil se s filozofem Janem Patočkou, pořádal bytové semináře a účastnil se jich.
V roce 1985 odešel do důchodu. V roce 1987, po získání výjezdní doložky vyjel do zahraničí a obnovil styky se svými exilovými přáteli. Od listopadu 1989 reprezentoval ČSSD ve vedení Občanského fóra. V lednu 1990 se stal členem Ústředního výkonného výboru. V roce 1999 se jako čestný host zúčastnil XXVIII. sjezdu ČSSD, kde přednesl vzpomínkovou řeč na popravené a nedoživší sociální demokraty: zde také vystoupil s návrhem na zřízení památníku-skanzenu „Trestní tábor Vojna“. V roce 1999 byl také jedním z hlavních svědků, kteří dosvědčovali kontinuitu mezi předúnorovou, exilovou a polistopadovou ČSSD před Ústavním soudem v Brně. Soud potom následně přiznal vlastnické právo ČSSD na areál pražského Lidového domu.
V roce 1990 byl Jaroslav Kohout promován doktorem filozofie a stal se odborným asistentem Pedagogické fakulty UK. Od roku 1993 působil jako externí učitel na IZV UK a od roku 2000, po vzniku Fakulty humanitních studií působil jako externí učitel na této fakultě Univerzity Karlovy. Byl členem vědecké rady na Pedagogické fakultě UK. Přispíval svými články do různých periodik. Do češtiny přeložil několik významných filozofických děl, mj. I. Kanta, A. Condorceta, G. Bachelarda, A. Schweitzera a K. R. Poppera.
Součástí kulturní činnosti Jaroslava Kohouta je práce na rehabilitaci památky a díla jeho tchána Zdeňka Róna, jíž se věnoval se svou manželkou přinejmenším od roku 1989, kdy s ní ve Vysokém nad Jizerou dne 30. července vystoupil na komponovaném večeru ke stému výročí Rónova narození. Ve dnech 22. a 23. dubna 2005 se v lázních Sedmihorky konala vědecká konference Ruralismus, jeho kořeny a dědictví (osobnosti – díla – ideje), které se zúčastnil Jaroslav Kohout s příspěvkem Zdeněk Rón (1889–1948), prozaik s duší básníka, technik s vyznáním samaritána. 23. května 2009 byla ve Vlastivědném museu pro Vysoké nad Jizerou a okolí zahájena výstava Za člověkem ke 120. výročí narození Zdeňka Róna. Vernisáže se zúčastnili manželé Kohoutovi. Oba při této příležitosti přispěli připomínkou Zdeňka Róna. Manželé Kohoutovi se také jako spoluautoři účastnili prací na monografii Zdeňka Róna V mých kalužích se Bůh svým nebem zhlíží, vydané v roce 2014 k 125. výročí narození Z. Róna.
Důležitým zdrojem pro poznání života a díla Jaroslava Kohouta je z podnětu profesora Jana Sokola vzniklý záznam rozhovoru Jaroslava Kohouta s Klárou Hamanaka, roz. Doušovou, který zpracovala jako bakalářskou práci a jenž byl posléze v roce 2013 nákladem vlastním knižně vydán jako Životní příběh filosofa Jaroslava Kohouta s podtitulem Když se hnětly osudy.

## Dílo

### Samostatná publikační činnost
- Konstanty a proměny Patočkovy filosofie. In: Filosofický časopis, roč. XV, 1967, č. 5, s. 599–608. Německý překlad (Hennig Schlegel): Konstanten und Wandlungen der Philosophie Patočkas. In: Perspektiven der Philosophie. Neues Jahrbuch 1994, Bd. 20, s. 219 až 240.
- Condorcet, pokrok a Velká francouzská revoluce. In: Condorcet A., Náčrt historického obrazu pokroků lidského ducha. Academia, Praha 1968, s. 5–25.
- Übersicht der neuzeitlichen sozialpolitischen Ideen Europas. In: Forschungsbericht Nr. 33 – Institut für höhere Studien (Rockefeller Stiftung), Wien 1968, s. 45 až 67.
- Ediční poznámka k novému českému překladu. In: Kant I.: Prolegomena ke každé příští metafyzice, jež se bude moci stát vědou. Svoboda, Praha 1972, s. 34–36 (bez podpisu). Totéž in: 2. vyd. Nakladatelství Svoboda, Praha 1992, s. 21 n. (podepsáno).
- Exegi monumentum. (Medailón o V. G. Bělinském k vydání závěrečného V. sv. jeho spisů v češtině. Pod jménem J. Kohoutová.) In: Novinky Odeonu X/XII 1973, s. 5 n.
- Literární kritika jako společenská síla. (Encyklopedické heslo V. G. Bělinskij. Pod jménem J. Kohoutová.) In: Ruská a sovětská literatura v Odeonu č. 13, 1974.
- André Glucksmann – Přirozené právo a politika odstrašování. (Recenze.) In: PARAF 1986, č. 3, s. 106 až 117. (O knize La force du vertige od André Glucksmanna z r. 1983, pod zn. -vt-.)
- Pokání jako mravní a politický problém. In: Ze zásuvky a bloku. 1988, č. 16, duben. (Samizdat. O filmu gruzínského režiséra Abuladzeho, pod jménem Václav Tomáš, 5 s. strojopisu.)
- Masarykovo Československo – idea a realita. In: Proměny, roč. 27, 1990, č. 2, s. 20–26. (Československo 88. Sborník příspěvků pro mezinárodní sympozium. Praha 1989.)
- Pamětní deska Janu Patočkovi v Turnově. (Z projevu Jaroslava Kohouta.) In: Proměny, roč. 27, 1990, č. 4, s. 156 n.
- Čas, vnímání, struktura. Dialektika a fenomenologie v podání některých novějších francouzských myslitelů. In: Filosofický časopis, roč. XXXIX, 1991, č. 2, s. 239 až 258. (Vysázeno původně pro FČ XVIII, č. 1, 1970 – sazba rozmetána.)
- Mé vzpomínky na studium filosofie v l. 1945–1949. In: Acta Universitatis Carolinae, Studia Philosophica XII. Cesty moderní filosofie. Univerzita Karlova – vydavatelství Karolinum, Praha 1992, s. 127–131.
- Etická čítanka. Texty vybral, úvodem a poznámkami opatřil Dr. J. Kohout. SPN, Praha 1992, 108 s. (Občanská nauka – základy společenských věd. Se souhlasem MŠMT ČR.)
- Tocqueville v Praze. (Referát o konferenci.) In: Tvar 1992, č. 19, s. 3.
- Masarykovo Rusko a Evropa jako konfrontace civilizací. (Konferenční příspěvek.) In: Tvar 1993, č. 11, s. 3.
- Projev při vernisáži výstavy o životě a díle Jana Patočky na hradě Valdštejně u Turnova dne 16. 10. 1993. In: Tvar 1993, č. 45–46, s. 9.
- Joseph Maria Bocheński. (Medailón.) In: Bocheński J. M., Cesty k filosofickému myšlení. Nakladatelství Svoboda, Praha 1994, s. 7–10.
- R. Palouš: Česká zkušenost. (Recenze.) In: Vesmír, roč. 73, 1994, č. 11, s. 643.
- Nezvládnutelný „světověk“. Nad poslední knihou Z. Brzezińského, Bez kontroly. Chaos v předvečer 21. století. (Recenze.) In: Literární noviny, VI, 1995, č. 6, s. 4.
- Od filosofie mladého Masaryka ke Komenského škole stáří. In: Výchova a vzdělání v pozdní době. Pamětní spis k životnímu a pracovnímu jubileu prof. Radima Palouše. Studia pedagogica 11. Pedagogická fakulta UK, Praha 1995, s. 11–14.
- O filosofech poněkud nefilosoficky. (Polemika – Jan Patočka jako myslitel ovlivněný Heideggerovou filosofií, nikoli jeho politikou.) In: Literární noviny VI, 1995, č. 23, s. 5.
- Tradice kritického myšlení. (Zkrácený příspěvek z konference o Masarykově České otázce – Brno, září 1995.) In: Literární noviny, roč. VI, 1995, č. 50, s. 5.
- Masaryk a otevřená společnost. Recenze knihy Gašparíková A., U Masarykovcov. AEP s Ústavem T. G. Masaryka AV ČR a Historickým ústavom SAV, Bratislava 1995. In: TREND politiky, kultury, vědy, společnosti, 3. roč., 1996, č. 2 (červen), s. 17–18.
- Masarykova „Česká otázka“ a její filosoficko-politický odkaz. (Referát.) In: Sto let Masarykovy České otázky. Sborník příspěvků z mezinár. věd. konference 26.–28. září 1995 v Brně. Ústav TGM, Praha 1997, s. 368–371.
- Komunistický teror a protikomunistický odboj 1948 až 1960. (Referát.) Předneseno v semináři doc. Dr. V. Vebera, Ústav dějin FF UK v Praze dne 25. 2. 1997. In: Za svobodu a demokracii I. Uspořádali Jaroslav Cuhra a Václav Veber. Evropské hnutí v ČR, Praha 1999, s. 32 až 40.
- Patočkův rok. (Vzpomínkový projev.) In: Literární noviny, r. VIII, 1997, č. 13, s. 2, 2. 4.
- Filosofové, matení a otevřený horizont. K polemice A. Paloušové s V. Bělohradským. (Článek.) In: Lidové nov., r. X, 1997, č. 144, příloha Národní, s. II, 21. 6.
- K Masarykovu pojetí ruské otázky: Dostojevskij ano a ne. Referátový příspěvek na konferenci k prvnímu úplnému českému vydání Masarykova spisu Rusko a Evropa, I–III, konané 12.–13. 9. 1997 v Praze. Stručněji in: Literární noviny, VIII, 1997, č. 48, s. 8.
- K Patočkově filosofii dějin. In: Filosofický časopis, r. 47, 1999, č. 1.
- Král českých filosofických kuliů. K narozeninám prof. Milana Sobotky (23. 7. 1927). In: Literární noviny, r. XIII., 2002, č. 30, s. 5, 22. 7.
- Pražské jaro: konzistentní Dubček – rozklížený dubčekismus. (Článek.) In: Mosty, 2002, č. 34, s. 5, 20. 8.
- K 35. výročí Pražského jara. Pro – přes všechna proti. (Článek.) In: Literární noviny, r. XIV, 2003, č. 37, s. 1 a 4, 8. 9.
- Demokracie včera a dnes; Malá demokratická čítanka. Editor Jaroslav Kohout. UK v Praze – Pedagogická fakulta, 2003. (Předmluva, s. 5–10.)

### Rónovské práce dr. Jaroslava Kohouta
- Ing. Zdeněk Rón. Medailon. <http://zdenek.ron.sweb.cz> [online] [cit. 6. 10. 2010].
- Proslov na vernisáži výstavy ke 120. výročí narození Zdeňka Róna. <http://zdenek.ron.sweb.cz> [online] [cit. 6. 10. 2010].
- KMUNÍČEK, Vilém; KOHOUT, Jaroslav; KOHOUTOVÁ-RÓNOVÁ, Jasněna. V mých kalužích se Bůh svým nebem zhlíží. Liberec: Nakladatelství Bor, 2014. ISBN 978-80-87607-25-1.

### Filozofické překlady
- Antologie z dějin československé filozofie. Praha, Nakl. ČSAV 1963. Vybrané německé texty G. Prochasky, J. E. Purkyně a Bernarda Bolzana. Pod jménem Jan Patočka.
- Garaudy, Roger: Perspektivy člověka. Praha, Nakl. politické literatury 1965, s. 183–232. Pod jménem Jan Patočka. (Z francouzštiny.)
- Bachelard, Gaston: Vertikální stavba času. Obs. in: Podoby. Literární sborník. Čs. spisovatel, Praha 1967, s. 193–207. (Z francouzštiny.)
- Condorcet, Antoine: Náčrt historického obrazu pokroků lidského ducha. Academia, Praha 1968. (Z francouzštiny.)
- Bělinskij, Vissarion Grigorjevič: Stati a recenze. Sv. III, s. 99–196 a 583–610. Společně s J. Kohoutovou. Odeon, Praha 1970. (Z ruštiny.)
- Blondel, Maurice: Pravda poznání a činu. Vyšehrad, Praha 1971, s. 7–27 a 70–146. Společně s H. Uhlířovou. (Z francouzštiny.)
- Kant, Immanuel: Prolegomena ke každé příští metafyzice, jež se bude moci stát vědou. Svoboda, Praha 1972. Společně s Jiřím Navrátilem. Pod jménem Milan Sobotka. 2. vydání Svoboda – Libertas, Praha 1992. Pod vlastními jmény (J. Kohout a J. Navrátil). (Z němčiny.)
- Schweitzer, Albert: Zastánce kritického myšlení a úcty k životu. Vyšehrad, Praha 1989, s. 228–305. (Z němčiny.)
- Bocheński, Joseph Maria: Cesty k filozofickému myšlení. Svoboda, Praha 1994. Společně s Evou Stuchlíkovou. (Z němčiny.)
- Fischer-Barnicol, Hans A.: Souzvuk evropské polyfonie. In: Literární noviny, r. VI, 1995, č. 10 a 11, s. 16 a 16, 9. a 16. 3. Společně s E. Stuchlíkovou. (Z němčiny.)
- Popper, Karl R., a Lorenz, Konrad: Budoucnost je otevřená. Vyšehrad, Praha 1997. Společně s E. Stuchlíkovou. (Z němčiny.)
- Popper, Karl R.: Život je řešení problémů. Mladá fronta, Praha 1998. Společně s E. Stuchlíkovou. (Z němčiny.)